# Sympetalandra densiflora
Sympetalandra densiflora là một loài thực vật có hoa trong họ Đậu. Loài này được (Elmer) Steenis miêu tả khoa học đầu tiên.